# Marion Higgins
Marion Higgins (26. juni 1893 i New York – 2. marts 2006)
Hun blev født i New York men flyttede i en tidlig alder til Maine og senere til Californien
Den 29. maj 2005 blev hun vurderet til at være den ældste i Californien med alderen 112 år
Hendes hukommelse var rigtig god, når man tog hendes alder i betragtning. Hun kunne huske helt fra hun var 1 år.
Da hun døde i 2006 var det pga. en hjertefejl. Hun blev 112 år gammel og hendes rang var 6. ældste person i USA og 11. ældste i verden på det tidspunkt hun døde.